# カンバーランド (ロードアイランド州)
カンバーランド（英: Cumberland）は、アメリカ合衆国ロードアイランド州のプロビデンス郡にある町。人口は3万6405人（2020年）。カンバーランドは1635年に入植され、1746年に法人化された。

## 歴史
カンバーランドは当初、プリマス植民地が土地のインディアンから購入したマサチューセッツのレホボスの一部として入植された。その後長く境界論争が続いた後でロードアイランドに移管された。町名はカンバーランド公ウィリアム・オーガスタスにちなんで名付けられた。
ウィリアム・ブラックストーン（植民地時代にはウィリアム・ブラクストンとも呼ばれた）が、カンバーランドに入って生活した最初のヨーロッパ人だった。ブラックストーンはボストンに入った最初のヨーロッパ人でもあったが、彼と新しく到着したピューリタンが宗教に関して意見を一致させられなかったときに、ボストンを離れていた。ブラックストーンはオークの木の下で寛容なキリスト教の教えを説き、それが世界中のキリスト教徒に感興を与えた。カンバーランドのロンズデール地域にある農場で生活し、アメリカのリンゴとして最初の品種であるイエロー・スウィーティングを育てた。その家があった場所は現在アン & ホープの工場が使っている。
現在人気がある観光地の「9人の悲劇」は元のトラピスト修道院（アビー・オブ・アワーレディ・オブ・ザ・バレー）の敷地で見つかった墓である。修道院の一部は1950年の火事で破壊されていた。トラピストはその修道院と敷地を町に売却し、1976年、建物の一部はエドワード・J・ヘイデン図書館、別名カンバーランド公共図書館に転換された。このことで小さな図書館3つを1つに纏められた。
カンバーランドはフレンチ・インディアン戦争やアメリカ独立戦争のために、大砲や砲弾を製造した鉄工所があった。さらに近くにあるセントラルフォールズ、リンカーン、マサチューセッツ州のアトルボロと共にバレー・フォールズ社があり、世界最大の投資持株会社であるバークシャー・ハサウェイの前身である。
カンバーランドの機械工場がアメリカで最初の毛織物用機械織機を作った。1820年頃にマサチューセッツ州アクスブリッジのカプロン・ミルで使われたとされている。これらは2007年のバーナット・ミル火災で燃えてしまった。
カンバーランドは、1955年に設立されたアメリカ初のディスカウントストアチェーンであるアン & ホープが最初にできた所であり、本社もある。
カンバーランドはロードアイランド州のブラックストーン・バレー下流にあり、ニューイングランドの歴史的国定公園であるジョン・H・チェイフィー・ブラックストーン川バレー国定歴史遺産回廊の中にある。

## 地理

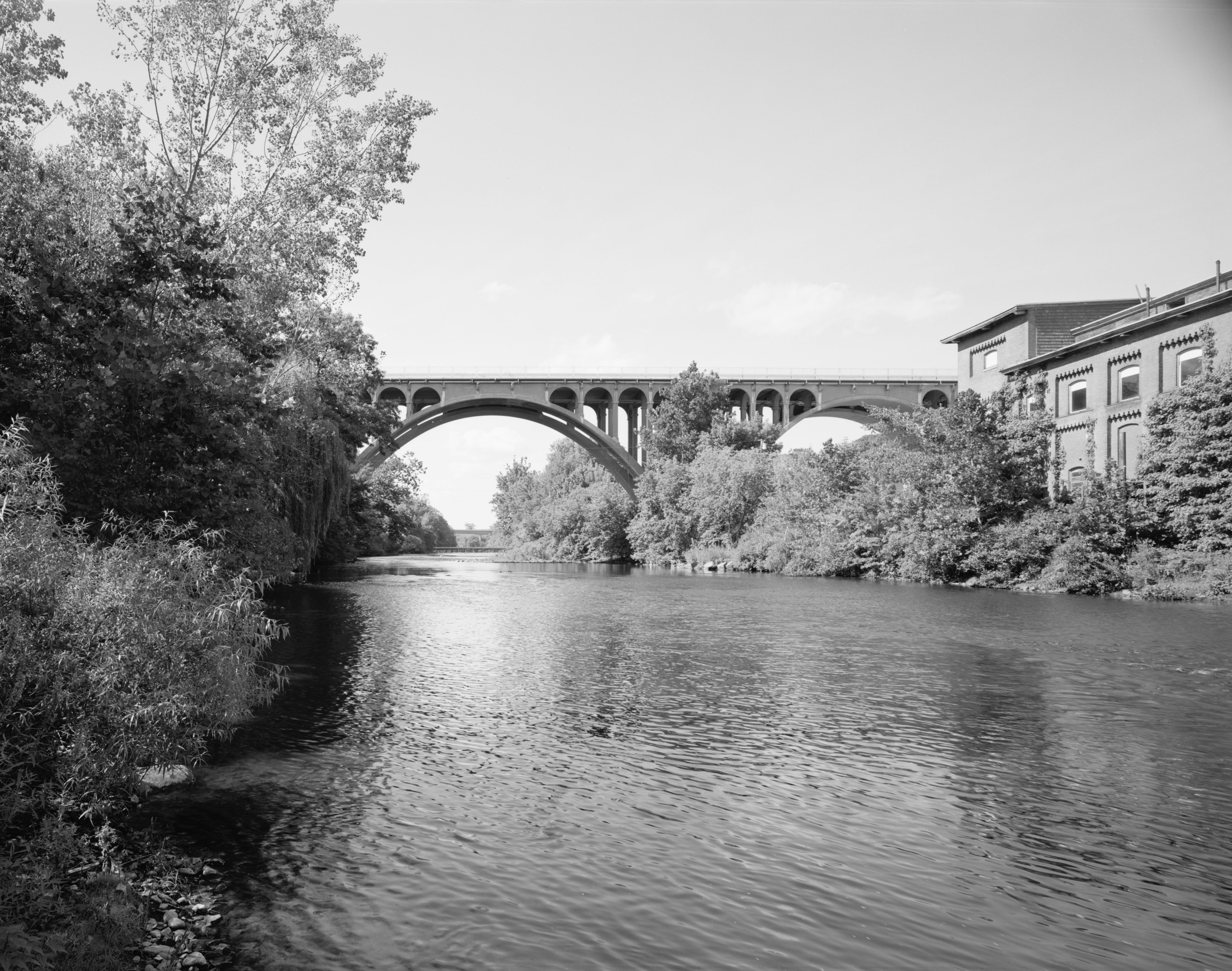
アシュトン高架橋

アメリカ合衆国国勢調査局に拠れば、町域全面積は28.3平方マイル (73.2 km2)であり、このうち陸地26.4平方マイル (68.5 km2)、水域は1.8平方マイル (4.7 km2)で水域率は6.40%である。
カンバーランドはロードアイランド州の北側、マサチューセッツ州との州境では東の端にあり、州の北東端にあることになる。北西は州内の都市ウーンソケット市に接し、南はセントラルフォールズ市、西はリンカーン町と接している。マサチューセッツ州では北にレンサム町、東にノースアトルボロ町と南東にアトルボロ市がある。
鉄が豊富な鉱物であるカンバーランダイトの唯一の大きな鉱脈が、カンバーランド北部のエルダー・バルー集会所道路近くで発見された。この鉱石は植民地時代に大砲を作るために使われたが、できた鋳物は品質が悪く、割れることが多かった。地域の地質的な特徴は白石英が大量に露出するダイアモンドヒルである。この丘はかつて2つの小さなスキー場に使われ、現在は町の公園になっている。

## 人口動態
以下は2010年の国勢調査による人口統計データである。
| 基礎データ - 人口: 33,506 人 - 世帯数: 13,143 世帯 - 家族数: 9,232 家族 - 人口密度: 489.1人/km2（1,269 人/mi2） - 住居数: 13,791 軒 - 住居密度: 201.3軒/km2（522.4 軒/mi2） 人種別人口構成 - 白人: 92.8% - アフリカン・アメリカン: 1.5% - ネイティブ・アメリカン: 0.3% - アジア人: 2.3% - 太平洋諸島系: 0.03% - その他の人種: 1.4% - 混血: 1.7% - ヒスパニック・ラテン系: 4.5% | 年齢別人口構成 - 18歳未満: 22.5% - 18-24歳: 6.5% - 25-44歳: 24.9% - 45-64歳: 30.2% - 65歳以上: 15.8% - 年齢の中央値: 43歳 - 性比（女性100人あたり男性の人口） - 総人口: 93.6 - 18歳以上: 90.0 世帯と家族（対世帯数） - 18歳未満の子供がいる: 23.8% - 結婚・同居している夫婦: 56.8% - 未婚・離婚・死別女性が世帯主: 9.8% - 非家族世帯: 29.8% - 単身世帯: 24.7% - 65歳以上の老人1人暮らし: 11.6% - 平均構成人数 - 世帯: 2.53人 - 家族: 3.04人 | 収入と家計（2000年データ） - 収入の中央値 - 世帯: 72,242米ドル - 家族: 84,038米ドル - 性別 - 男性: 41,073米ドル - 女性: 29,188米ドル - 人口1人あたり収入: 32,378米ドル - 貧困線以下 - 対人口: 3.9% - 対家族数: 2.9% - 18歳未満: 3.1% - 65歳以上: 7.7% |

## 教育
カンバーランド公共教育学区は、カンバーランド町の幼稚園前から12年生までの教育を担当する包括的な公共教育体系である。約5,000人の児童生徒を受け入れている。小学校は5校ある。6年生から8年生は2つの中学校に通う。9年生から12年生は全てカンバーランド高校に入学する。そのキャンパスはメンドン道路/州道122号線沿いに2.5エーカー (10,000 m²) 以上ある。
ロードアイランド州の教育省による比較財源データを使うと、カンバーランド教育学区は長年生徒一人当たりの教育費消費額が非常に少ないという特徴があった。しかし、過去10年間で納税者は学校の施設を改善するための債券によってかなりの資源を出してきた。極く最近の債券ではアシュトン小学校、ジョン・J・マクローリン小学校、カンバーランド高校の改善に宛ててきた。
カンバーランド町民の財政的寛容さのお蔭で、「CHS2010」プログラムの一部としてカンバーランド高校の大掛かりな改善が完了した。カンバーランド高校は5年間の建設と改装の後の2008年9月27日に、正式な完工式が行われた。新しい施設はウェルネスセンターと呼ばれ、バスケットボールコート3面、屋内トラック、保健体育教室がある。また新しい音楽室と美術室が以前に体育館のあった場所に建てられた。改修と増築の最終段階は、新しい15室の科学技術ウィングと、600席のあるカウンターとカフェテリアである。
施設改修が一通り完成し、生徒と教師のための21世紀の技術に焦点を当てる3年戦略計画を採用し、5,000人の児童生徒のために公平な学習機会を生むことにしている。この戦略計画の最重点は、公共教育体系に対する地域社会の支援を活性化させる町の学習社会をデザインし作り上げる協調行動である。教師があらゆる指導領域で、学習スタイルの異動、英才教育、新しい授業技術の統合において専門性を開発することに資金を投ずることを求めている。また、専門分化した指導、助言プログラムと生徒カウンセリングを通じて、個性に合わせた学習を行わせる。
全国的に認められた教育組織が、カンバーランド教育学区の改善努力に協力する。教育学区は、読み書きについてはハスボロ優秀教育センター/ハイランダー・ダン・インスティテュートとヒル・フォー・リテラシーと、数学についてはテキサス大学オースティン校チャールズ・A・ダナ・センターと協力している。カンバーランド・リテラシー・イニシャティブの目標は小学校の教師を全て読み書きのマスター教師として訓練することで生徒の成績を上げることである。カンバーランド数学イニシャティブの目標はあらゆる生徒に毎日、各教室で保証され発展性ある授業を行い、幼稚園から12年生まで全児童生徒の数学上達度を上げることである。
教育学区は7人の委員で構成される教育委員会が指導する。委員は任期2年間で選出され、委員の中から委員長、副委員長、事務官が互選される。委員会は学校監督官1人を雇用し、方針を管理し、学習を進めさせる。
教育学区内には公立チャータースクールとして、ロードアイランド州では初の市長学校であるブラックストーン・バレー予備校がある。2009年秋に幼稚園を開園した。
私立学校は、カンバーランドにニューイングランド地域本部があるローマ・カトリック教会の支部、シスターズ・オブ・マーシー・オブ・ジ・アメリカズが運営するマーシーマウント・カントリー・デイスクールがある。

## 文化と伝統
カンバーランドでは、毎年7月4日の独立記念日を祝うアーノルド・ミルズ・フォース・オブ・ジュライ・パレードと4マイル・ロードレースが開催されている。最初に開催されたのは1927年のことだった。
カンバーランド・ファームズは大型コンビニエンスストアチェーンであり、元々カンバーランドにある酪農業からその名前を得ている。
人気ある行事のカンバーランドフェストは、毎年8月第2週末に、ダイアモンドヒル公園で開催される。遊園地の乗り物、生演奏、小さな花火ショーなどがある。運動競技会もある。毎年数千人が集まっている。
2002年からは、カンバーランド町とレクリエーション部が、ダイアモンドヒル道路沿いのダイアモンドヒルの森で、ハウンテッドヒルと呼ばれる「スプーク・トレイル」を行っている。毎年、案山子、ピエロ。ゾンビなどと共にタイトルとなる人物が出て来る。
ブロード通り549にあるブラックストーン劇場は、幅広い文化行事を行っている。毎年ダイアモンドヒル州立公園でサマー・ソルスタイス・フェスティバルも後援している。

## 著名な出身者
- ファレリー兄弟（ピーターとボビー）、映画監督、『メリーに首ったけ』、 『新・三バカ大将 ザ・ムービー』他、カンバーランド生まれ
- リチャード・ジェンキンス、俳優、『シックス・フィート・アンダー』、『12人のパパ』、 2008年の『扉をたたく人』でアカデミー主演男優賞候補、カンバーランド在住
- デビッド・マコーレイ、作家、イラストレーター、イギリス生まれで、カンバーランド高校を卒業

## 歴史的な場所
- アーノルドミルズ歴史地区
- アシュトン歴史地区
- バルー・ウェザーヘッド邸
- バークレーミル・ビレッジ
- バーリンゲーム・ヌーン邸
- コール・ジョン農園
- ファーネス・カロライナ遺跡
- ルーク・ジルソン邸
- セントジョセフス教会複合施設
- ルイス・タワー邸
- タワー・フラッグ納屋複合施設
- ウィップル・ジェンクス邸
- メトカーフ・フランクリン農園、現在は町が所有するコミュニティ農園

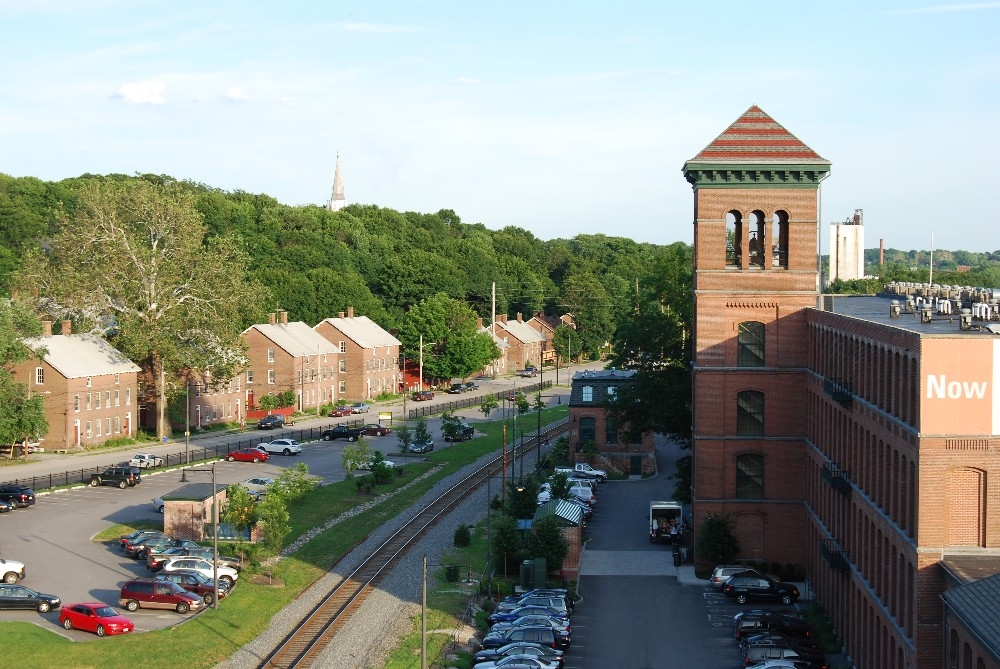
アシュトン・ミル
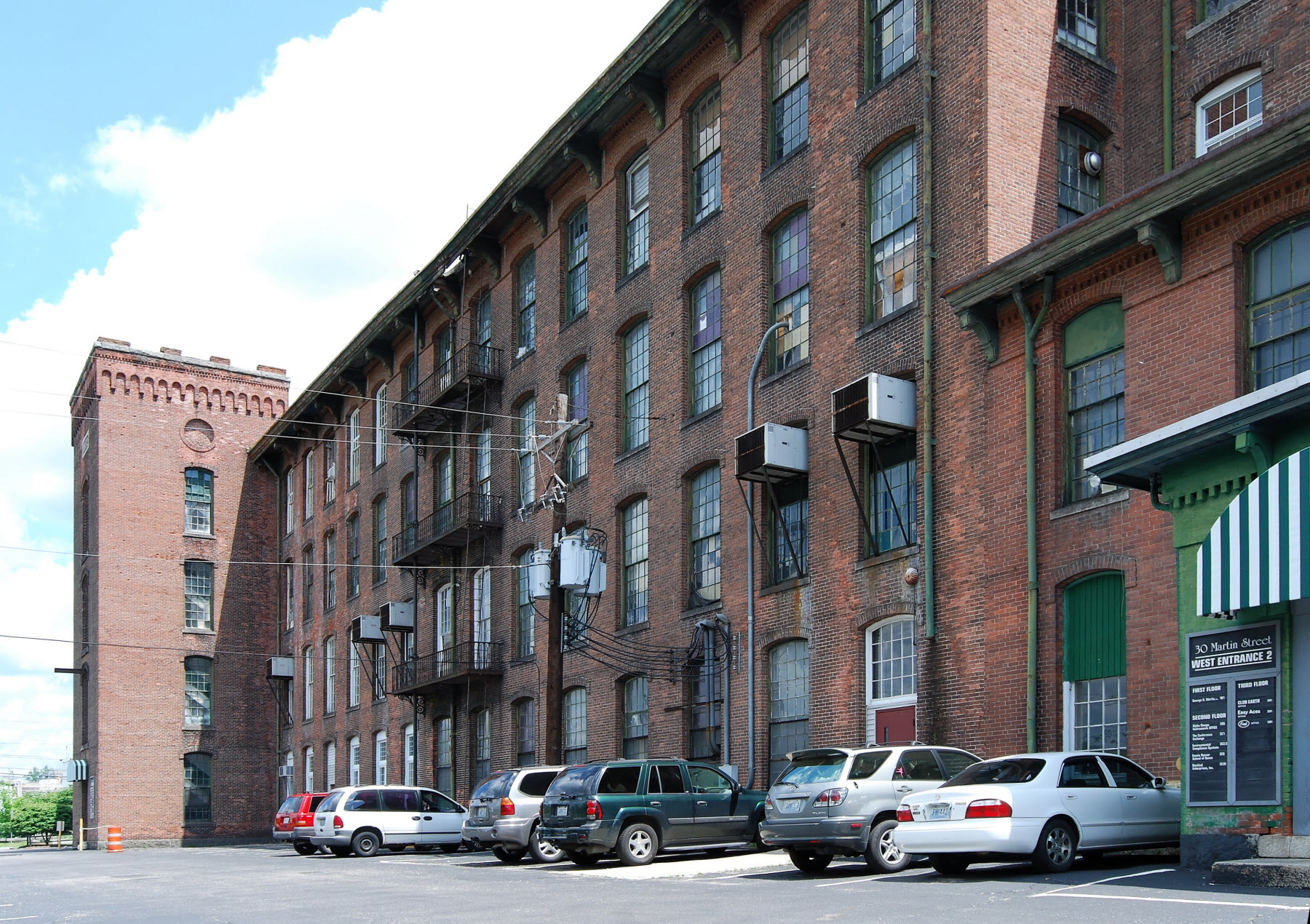
バークレー・ミル
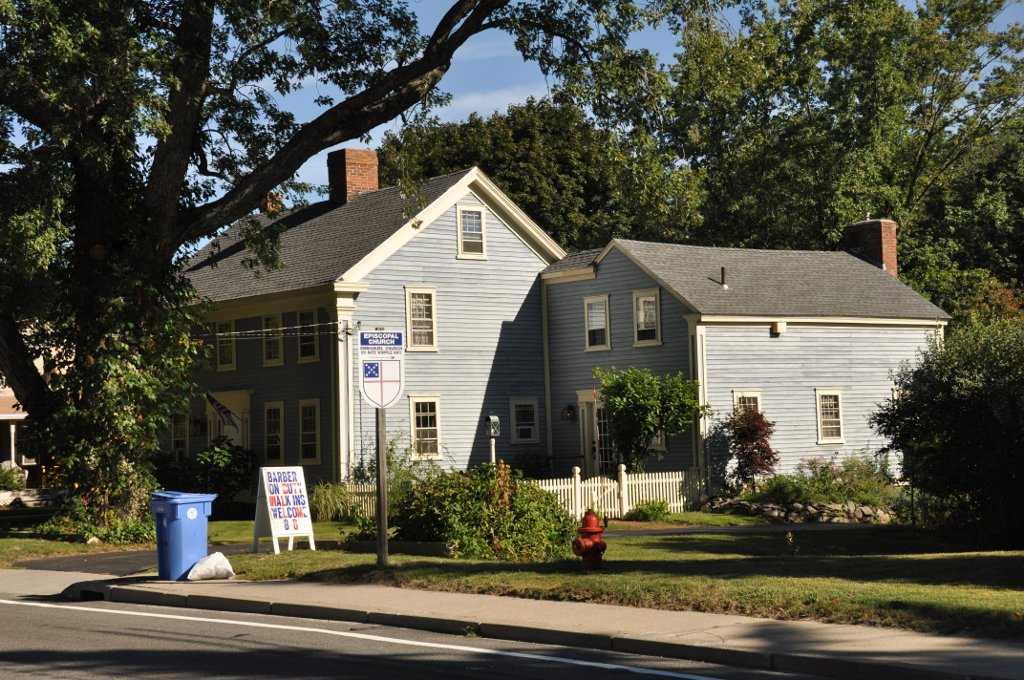
バーリンゲーム・ヌーン邸
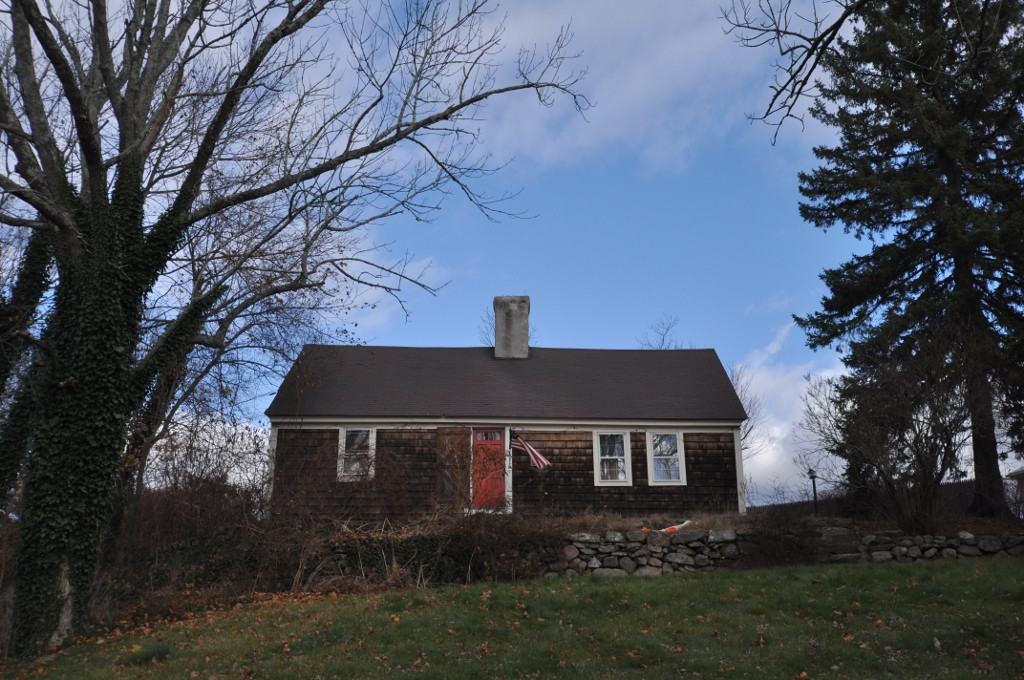
ウィップル・ジェンクス邸